# Scott Ellis (motociclista)
Scott Ellis   (West Midlands, 1941) és un antic pilot de motociclisme anglès que va competir en tota mena de disciplines motociclistes al llarg de la seva carrera, per bé que fou en la del trial on més va destacar. Un dels seus èxits més recordats és la victòria que va assolir amb una BSA oficial modificada per ell mateix al British Experts Trial de 1965, una prova que durant els deu anys anteriors havien guanyat alternativament (tret del 1960) els mateixos tres campions, amb tres victòries cadascun: Jeff Smith, Gordon Jackson i Sammy Miller. Ellis va guanyar aquell any per només dos punts d'avantatge sobre Sammy Miller i la seva Bultaco Sherpa T.
Scott Ellis va estar en actiu vora cinquanta anys (de 1957 a 2005), al llarg dels quals va competir en trial, motocròs, enduro i grasstrack i va formar part dels equips oficials de nombrosos fabricants britànics, entre ells Ariel, Triumph, BSA i Greeves. També va córrer com a pilot privat amb motocicletes d'altres marques, com ara Bultaco, SWM, Yamaha, Honda i Beta. Al llarg de la seva carrera va guanyar més de 20 proves de trial de primera categoria arreu del país i va quedar entre els tres millors en diverses edicions del campionat britànic. Pel que fa a l'enduro, va participar amb èxit en diverses edicions dels Sis Dies Internacionals (ISDT), on va guanyar una medalla d'or.

## Biografia
Fill d'un gran aficionat al motociclisme que havia treballat a les fàbriques de Royal Enfield, BSA i Ariel, Scott Ellis va guanyar el seu primer trial el 1955, a només 14 anys, però no va poder competir regularment fins que en va fer 16 (l'edat mínima reglamentària), el 1957. Els èxits que va obtenir durant la seva primera temporada van fer que Ariel el fitxés de cara a la següent per al seu equip oficial, integrat també per Gordon Blakeway, Ron Langston i el millor pilot de trial de l'època, Sammy Miller. Mentre que els tres pilots principals duien, respectivament, les Ariel HT amb matrícula GOV 131, GOV 130 i GOV 132, a Ellis li fou assignada la SOX 561. El 1958, Scott Ellis fou sovint el segon en discòrdia i li va disputar la victòria a Miller en nombrosos trials.
El 1960, BSA va dissoldre l'equip de trial de la seva filial Ariel i Ellis va haver de competir de forma privada fins al 1961, en què Triumph el fitxà per a pilotar la Triumph Tiger Cub 200cc de trial, mentre seguia corrent en motocròs i enduro amb altres motos, entre elles l'Ariel HS. Amb la Tiger Cub va guanyar l'Allan Jefferies Trial el 1963 i els Dos Dies de Trial de Man el 1964. El 1965, Scott Ellis deixà Triumph i entrà a l'equip oficial de BSA, on va estar fins al 1967. Durant aquella època va aconseguir el seu major èxit (la victòria al British Experts Trial) i va córrer també nombroses curses de grasstrack, les quals li proporcionaven uns ingressos extres, amb motocicletes Antig amb motor BSA. En quedar-se sense equip el 1967, el fabricant Dalesman li oferí de pilotar les seves motocicletes equipades amb motors austríacs Puch, especialment en proves d'enduro. El 1969, Puch el fitxà per a competir als Sis Dies Internacionals amb les motocicletes de fàbrica. Scott Ellis va arribar a disputar tres edicions seguides dels ISDT amb les motos austríaques i va aconseguir una medalla d'or a la primera d'elles, la de 1969 a Garmisch-Partenkirchen.
Cap a 1971, Scott Ellis va entrar a l'equip de Greeves (fabricant que aleshores muntava motors Puch de 170 cc al seu model de trial, la Pathfinder) i hi va romandre fins al 1972 per, tot seguit, passar a pilotar una Bultaco Sherpa T amb suport d'un distribuïdor local. El 1974, Ellis va deixar la feina d'enginyer que desenvolupava a Longbridge, prop de Birmingham, i entrà a treballar a la JCB de Staffordshire. A partir d'aleshores, les obligacions laborals i familiars el van anar allunyant progressivament de les competicions, tot i que va seguir prenent part regularment en tota mena de proves de trial arreu del país amb motocicletes particulars que anava renovant regularment. El 2005, prop dels 65 anys i després d'una carrera que en durava 48, es va retirar definitivament de les competicions.

## Palmarès
- 1 victòria als Dos Dies de Trial de Man (1964)
- 1 victòria al British Experts Trial (1965)
- 1 medalla d'or als ISDT (1969)

### Resultats al campionat britànic de trial
Font:
| Any  | Motocicleta | Posició |
| ---- | ----------- | ------- |
| 1961 | Triumph     | 3r      |
| 1962 | Triumph     | 2n      |
| 1963 | Triumph     | 3r      |
| 1964 | Triumph     | 3r      |
| 1965 | BSA         | 2n      |
| 1966 | BSA         | 9è      |
| 1967 | BSA         | 3r      |
| 1968 | Dalesman    | ?       |
| 1969 | Dalesman    | 6è      |
| 1970 | Dalesman    | -       |
| 1971 | Greeves     | 23è     |